# Legnaro
Legnaro ist eine norditalienische Gemeinde (comune) mit 9530 Einwohnern (Stand 31. Dezember 2023) in der Provinz Padua in Venetien. Die Gemeinde liegt etwa 10 Kilometer südöstlich von Padua.

## Wissenschaft
Das Istituto Nazionale di Fisica Nucleare (Nationales Institut für Kernphysik) hat einen Standort (sog. Laboratori Nazionali di Legnaro LNL) in Legnaro. Weitere Institute der Universität Padua (unter anderem Veterinärmedizin, Agrarökonomie) befinden sich in einem Campus, der Agripolis genannt wird.